# FNS音樂特別節目 昂首闊步向前行 ～歌聲連起日本～
《FNS音樂特別節目 昂首闊步向前行 ～歌聲連起日本～》（日語：FNS音楽特別番組 上を向いて歩こう ～うたでひとつになろう日本～），富士電視網在2011年3月27日晚上為東日本大地震賑災舉行的音樂特別節目。

## 簡介
富士電視網原本打算在該時段播放花樣滑冰錦標賽的賽事，但是由於受到東日本大地震導致的電力不足問題的影響，比賽延期進行，因此臨時決定舉辦一次音樂特別節目為地震災區打氣。
節目名稱中的「昂首闊步向前行」來源於日本著名男歌手坂本九1961年的同名歌曲《昂首闊步》（上を向いて歩こう）；而「連起日本」（ひとつになろう，或譯為「團結一心日本」）則是富士電視網提出的災區復興口號。
27組知名音樂人參加演出，演出者全部都將演出酬勞捐獻給日本紅十字會。

## 播放時間
電視
FNS系列26個電視台
- 2011年3月27日（星期日）19:00 - 21:54[4]

廣播
- 日本放送、茨城放送 ※與電視同步直播
  - 同日18:55 - 22:00（茨城放送20:00開始）
- IBC岩手放送、東北放送、福島電台※錄音播放
  - 同日深夜25:00 - 28:00

## 主持人
- 草彅剛（SMAP）
- 高島彩

廣播主持
- 垣花正

## 出演者
按五十音順序：
- AI
- aiko
- 伊藤由奈
- ELEPHANT KASHIMASHI
- 加山雄三
- 喜納昌吉
- 木村充揮
- 倉木麻衣
- 聖堂教父
- Chorus Japan（成員：布施明、石川小百合、鈴木雅之、杏里、堂珍嘉邦、松浦亞彌）
- 近藤房之助
- 坂本冬美
- 佐田雅志（兵庫縣的演唱會會場連線出演）
- JUJU
- 菅止戈男
- TUBE
- 冰川清志（演唱災區出身的大前輩千昌夫的名曲《北國之春》 ）
- 一青窈
- 平原綾香
- 藤井郁彌
- 槙原敬之
- 松任谷由實 with Friends Of Love The Earth（2005年期間限定的團體，節目播放時突然重組）
- 南高節
- 森山直太朗
- 森山良子
- 柚子
- LOVE PSYCHEDELICO
- WaT

## 外部連結
- FNS音樂特別節目「昂首闊步向前行」（页面存档备份，存于）